# Minúscula 38
Minúscula 38 (en la numeración Gregory-Aland), δ 355 (Soden) es un manuscrito griego en minúsculas del Nuevo Testamento escrito en vitela. Es datado paleográficamente en el siglo XII. Antiguamente fue etiquetado como 38e, 19a, 377p. El manuscrito es lagunoso. Tiene notas marginales.

## Descripción
El códice contiene texto de los cuatro Evangelios, Hechos y epístolas en 300 hojas de pergamino, con algunas lagunas (Mateo 14:15-15:30; 20:14-21:37; Marcos 12:3-13:4). El texto está escrito 1 columna por página, 30 líneas por página, con un tamaño de 17.5 cm por 14 cm.
El texto está dividido de acuerdo a los κεφαλαια (capítulos), cuyos números se colocan al margen del texto, y los τιτλοι (títulos) en la parte superior de las páginas. El texto de los Evangelios tiene una división de acuerdo con las más pequeñas Secciones Amonianas (en Marcos, 241 secciones; la última en 16:20), pero sin referencias a los Cánones de Eusebio.
Las epístolas generales y paulinas se dividen de acuerdo al Aparato Eutaliano, pero sin κεφαλαια ni τιτλοι. Contienen ilustraciones. Tienen notas al margen en griego.

## Texto
El texto griego de este códice es representativo del tipo textual bizantino. Aland no lo colocó en ninguna categoría. Según el Perfil del Método de Claremont, representa a la familia textual Kx en Lucas 1, Lucas 10 y Lucas 20.

## Historia
El manuscrito fue fechado por Gregory en el siglo XIII. Actualmente es datado por el INTF en el siglo XII.
Según Gregory, el manuscrito fue escrito por orden de Miguel VIII Paleólogo (1260-1282), y fue presentado al rey de Francia Luis IX en 1269 o 1270. Wettstein acertadamente consideró que fue utilizado por Robert Estienne en su Editio Regia como θ'. El texto del manuscrito fue recopilado por Wettstein.
Fue examinado y descrito por Paulin Martin.
Fue añadido a la lista de manuscritos del Nuevo Testamento por Wettstein. C. R. Gregory vio el manuscrito en 1885.
Se encuentra actualmente en la Bibliothèque nationale de France (Coislin Gr. 200) en París.

## Lectura adicional
- Berger de Xivrey (1863). Notice d'un ms grec du XIIIe siècle conservé à la bibliothèque impériale ... 10. París.

- Datos: Q6870340